# Château Rexroth
Pour l’article homonyme, voir Kenneth Rexroth.
Le château Rexroth est un château français du département de la Moselle. Il fait partie de la commune de Charleville-sous-Bois.

## Histoire
L'édifice est construit au milieu de la forêt à 2 km du village de Charleville-sous-Bois en 1912 par Frédéric Rexroth. Il sert d'abord de domaine de chasse. En 1922, l’Institut d’assurances sociales d’Alsace et de Lorraine donne au bâtiment sa vocation actuelle. À partir de 1925, il sert de sanatorium pour femmes.
En 1946, il est attribué à la Caisse autonome nationale de sécurité sociale minière et devient un centre de convalescence, puis de moyen séjour ouvert à tous les malades du bassin hospitalier de Metz sous le nom de centre de convalescence de Charleville-sous-Bois.